# 엘리자베스 하트먼
엘리자베스 하트먼(Elizabeth Hartman, 1943년 12월 23일 ~ 1987년 6월 10일)은 미국의 배우이다.

## 영화
- 푸른 하늘 아래서
- 마우스 킹

## 텔레비전
- 제6지대

## 연극
- 우리 읍내 (희곡)